# Magaly Ruiz
Doris Magaly Ruíz Lastres (Santa Clara, Cuba, 1941) és una compositora cubana. El 1981 va rebre el títol en composició musical a l'Instituto Superior de Arte de L'Havana (títol que té homologat amb el títol espanyol de professora de nivell superior d'Harmonia, Contrapunt, Composició i Anàlisi Musical). Ha estudiat amb els professors Harold Gramatges, José Ardévol, Félix Guerrero, C. P. Sentenat, Juan Elósegui, Alfredo Diez Nieto, Dolores Torres i Roberto Valera.
Ha treballat com a professora titular de diverses assignatures de nivell mitjà i superior de música. Té una àmplia participació en esdeveniments de caràcter pedagògic i ha dirigit nombrosos treballs d'investigació de tipus pedagògic. Les seves composicions musicals han estat premiades en diversos concursos i ha integrat diferents jurats en concursos de composició. Els seus treballs d'investigació musical han estat publicats en revistes d'alt prestigi internacional.
Entre les distincions que ha rebut es pot mencionar la Medalla per l'Educació Cubana; Medalla al Mèrit Pedagògic; Medalla José Tey; Distinció Especial del Ministre d'Educació Superior; Premi a la Totalitat de l'Obra Musical Creada per la Unión Nacional de Escritores y Artistas de Cuba, Distinció per la Cultura Nacional Cubana.
El seu currículum apareix publicat en diccionaris tan prestigiosos com The Grove Dictionary of Music and Musicians i el Diccionario Iberoamericano de la Música.
Algunes de les seves obres estan incloses als plans d'estudi del Conservatori Amadeo Roldán, així com en les de l'Instituto Superior de Arte de La Habana i de l'Instituto Superior Pedagógico Enrique José Varona.
Les seves composicions han estat interpretades en nombrosos festivals internacionals com: Festival Internacional de Música Contemporánea de La Habana, el Festival Internacional Boleros de Oro, el Festival Internacional Sonidos de América celebrat al Carnegie Hall de Nova York, el Festival Internacional Donne in Música en Fiuggy, Itàlia, el Festival Internacional Mujeres en el Arte, Comuarte, tant a Mèxic com a Espanya.

## Catàleg d'obres musicals
Música Simfònica
- Tres piezas para pequeña orquestra, 1977
- Estructura tritemática para orquestra simfònica, 1977
- Concierto para oboè i orquestra, 1979
- Tres ambientes sonoros, 1981

Música de Cambra
- Trío, 1976
- Sonata para violoncel i piano, 1977
- Juegos con metales, 1977
- Movimientos para quartet de cordes No. 1, 1978
- Canción para un amigo, saxòfon, contralt i piano, 1978.
- Tres piezas cubanas, violí i piano, 1978
- Movimiento para quartet de cordes No. 2, 1980
- Variaciones en habanera, per a oboè i piano, 1983
- Variaciones en habanera, versió per a flauta i piano, 1995
- Tres piezas, trombó i piano, 1994
- Fantasía, violí i piano, 1994
- Yugo y Estrella, quartet de cordes, 1995
- Dos para tres, flauta i piano, 1995
- Tres piezas cubanas, flauta i piano, 1995
- Cuasi Danzón, trombó i piano, 1996
- Dos piezas cubanas para clarinet, 1997
- Danzón, per a violoncel i piano, 1998
- Tema con variaciones para trombó 1998
- Danzón para saxòfon tenor, 1998
- Habanera, per a guitarra, 1998
- Dos piezas para clarinet, 1998

Cor
- Altura y pelos, cor mixt, text: César Vallejo, 1976
- Al oído de una muchacha, texto: García Lorca, cor mixt, 1976
- Canción para dos pueblos (habanera i guajira), cor mixt, 1994
- A Ili, cor femení, 1995
- A Glaimí (cinco piezas), cor infantil, 1996

Piano
- Tres preludios para piano, 1978
- Tres estudios cubanos para piano, 1980
- Estudios cubanos del 4 al 12, 1978
- Pequeñas piezas cubanas, 1988
- Piezas a cuatro manos (primera serie), 1990
- Piezas a cuatro manos (segunda serie), 1994
- Estudio en mambo No. 13, 1994
- 20 Miniaturas cubanas para piano, 1995
- Tres Habaneras para piano, 2003

Veu i Piano
- Pueblo entre lomas (guajira), 1966
- A Conrado Benítez, (cançó), 1978
- A Víctor Jara, (cançó), 1978
- Dos canciones para niños: Abuelita, Trota que trota mi caballito, 1984
- Tríptico Homenaje: Te recuerdo en un canto, Mi mariposa, Esa cabeza blanca, mezzo-soprano i piano, 1985
- Corazón no me traiciones más, bolero, 1994
- Cómo te quiero, bolero, 1994
- Con tu piel y con tu cuerpo, bolero, 1995